# ヴャチェスラフ・メンジンスキー
ヴャチェスラフ・ルドルフォヴィッチ・メンジンスキー（Вячесла́в Рудо́льфович Менжи́нский, Vyacheslav Rudolfovich Menzhinskii, 1874年8月31日（ユリウス暦8月19日） サンクトペテルブルク - 1934年5月10日 モスクワ州アルハンゲリスコエ）は、ロシアの革命家、ソビエト連邦の政治家。1926年から1934年まで秘密警察である統合国家政治局（OGPU）長官を務めた。
語学の天才で16か国語に通じていた。メンジンスキーが最後に習得したのは、ウマル・ハイヤームの著作を読むために覚えたペルシア語であると言われる。

## 生涯
帝政時代の貴族階層であるドヴォリャンストヴォ (Dvoryanstvo) の家系に生まれる。メンジンスキーの生まれた時期には、教育者を多数輩出している。1898年サンクトペテルブルク大学法学部を卒業する。1902年ソ連共産党の前身であるロシア社会民主労働党に入党する。1905年ロシア社会民主労働党ペテルブルク委員会軍事組織のメンバーとなる。1906年に逮捕されたが、逃亡に成功し以後、ベルギー、スイス、フランス、アメリカに亡命する。亡命中は社会民主労働党の亡命組織に参加していた。1917年ロシア革命が勃発すると、同年の夏にロシアに帰国した。
1917年10月レーニン率いるボリシェヴィキによってソビエト政権が樹立されると、財政人民委員（蔵相）に任命される。1919年からチェーカー（反革命・サボタージュ及び投機取締り全ロシア非常委員会）に移り、同委員会幹部会員に選出された。1924年チェーカーの後継機関であるGPUが改組され統合国家政治局（OGPU）が成立すると同局議長代理を経て、1926年7月のフェリックス・ジェルジンスキーの死後、OGPU議長に就任した。ソ連秘密警察の長として、スターリン率いる党指導部の指示に従って、トロツキー、グリゴリー・ジノヴィエフ、レフ・カーメネフら「合同反対派」との闘争に大きな役割を果たした。また、反革命勢力の弾圧にも辣腕を振るい、ボリス・サヴィンコフ、シドニー・ライリーらをソ連国内に誘い出し逮捕・拘束することに成功した。
1930年から1931年に行われた粛清でもスターリンに忠実で党内分派の沈黙とスターリンに対する個人崇拝を推進する立場にあったが、晩年は病気がちで、狭心症のため死去した。後任者となるヤゴーダが毒を盛ったとも言われている。